# Saguinus graellsi
Saguinus graellsi és una espècie de mico de la família dels cal·litríquids que viu a Colòmbia, l'Equador i el Perú.

## Alimentació
Menja invertebrats i petits vertebrats.